# Chlorid arseničný
Chlorid arseničný je anorganická sloučenina s chemickým vzorcem AsCl5.

## Příprava
Chlorid arseničný byl poprvé připraven roku 1976 fotochemickou chlorací chloridu arsenitého při −105 °C:
AsCl3 + Cl2 → AsCl5

## Vlastnosti
Chlorid arseničný je metastabilní sloučenina jejíž rozklad je katalyzován chlorovodíkem. Při teplotě nad −50 °C se rozkládá na chlorid arsenitý a chlor. Pentachloridy prvků nad a pod arsenem v periodické tabulce v 15. skupině, chlorid fosforečný a chlorid antimoničný, jsou mnohem stabilnější.

## Struktura
Struktura pevného chloridu arseničného byla kompletně charakterizovaná roku 2001. Struktura chloridu arseničného je podobná struktuře chloridu fosforečného, molekula má tvar trigonální bipyramidy. Chlorid arseničný krystalizuje v ortorombické soustavě v prostorové grupě Pmmn (Číslo 59) s parametry mřížky a = 7,0625 Å, b = 7,6029 Å, c = 6,2327 Å.